# No basta una vida
No basta una vida (del italiano: Saturno Contro) es una película italiana de 2007 dirigida por Ferzan Özpetek, quien junto a Gianni Rómoli escribió también el guion.
Se estrenó en España el 5 de octubre de 2007.

## Trama
La película narra la vida de un grupo de amigos que se reúnen habitualmente en casa de Davide (Pierfrancesco Favino) y Lorenzo (Luca Argentero), que son pareja.
En el grupo también encontramos al matrimonio formado por Angélica (Margherita Buy) y Antonio (Stefano Accorsi), quien mantiene una relación con otra mujer;
a Neval (Serra Yılmaz), inmigrante turca, y a su marido Roberto (Filippo Timi),
a Roberta (Ambra Angiolini),
a Sergio (Ennio Fantastichini), antigua pareja de Davide,
y a Vittorio (Luigi Diberti).
La apacible vida del grupo se verá interrumpida cuando la muerte irrumpa inesperadamente en sus vidas.

## Banda sonora
1. Passione (Neffa)
2. Ad un passo dal mare
3. Zoo Be Zoo Be Zoo (Sophia Loren)
4. Le rose e la pietra
5. Bitmemiş Tango (Işın Karaca)
6. Il quadro
7. Remedios (Gabriella Ferri)
8. Tema dei pianeti (parte 1)
9. Attesa
10. Pırlanta (Nil Karaibrahimgil)
11. Tema dei pianeti (parte 2)
12. Je suis venue te dire que je m’en vais (Carmen Consoli)
13. Passione (Tango) Beguine (Neffa)

## Premios
- - David di Donatello
    - Mejor actriz de reparto (Ambra Angiolini)

- - Premios Nastro D’Argento
    - Mejor actriz (Margherita Buy)
    - Mejor actriz de reparto (Ambra Angiolini)
    - Mejor guion (Ferzan Özpetek)
    - Mejor canción (Neffa)